# اختطاف العروس

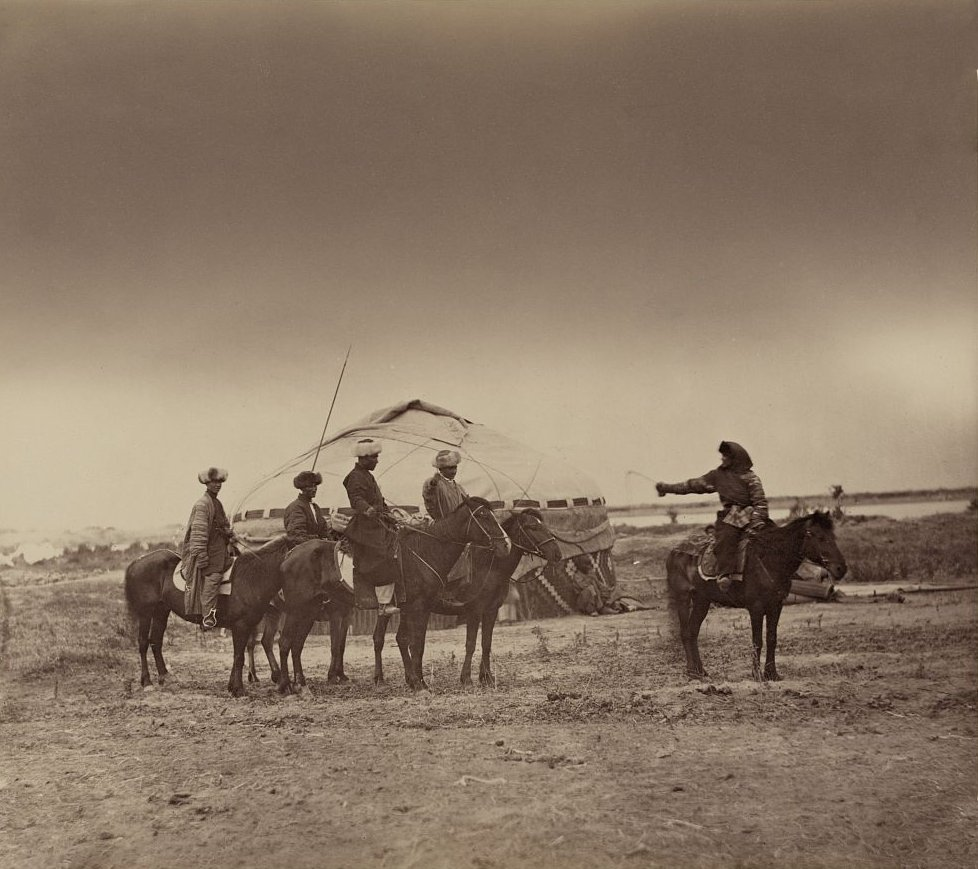
امرأة (الأولي من اليمين) وأربعة رجال على ظهور خيول تستعد "لخطفها". قيرغيزستان ، بين عامي 1871 و 1872

اختطاف العروس (بالإنجليزيّة: Bride kidnapping) أو الزواج بالاختطاف أو الزواج بالأسر، هي عمليّة خطف الرجل للمرأة التي يرغب الزواج بها. انتشرت ممارسة اختطاف العروس حول العالم على مدار التاريخ. استمرت تلك الممارسة في بعض الدول في وسط آسيا والمنطقة القوقازيّة وبعض أجزاء أفريقيا، وبين أطياف مختلفة من البشر مثل شعب همونغ في جنوب شرق آسيا وشعب تزالتال في المكسيك والرومان في أوروبا.
يُعتبر اختطاف العروس جريمة جنسيّة في معظم الدول بدلًا من اعتباره شكل من أشكال الزواج. يُنظر لبعض أنواعه على أنها تقع بالتوازي مع الزواج القسريّ والزواج المُدبَّر. يُستخدم المصطلح لوصف الاختطاف، كما أنه يشمل الفرار؛ أي عندما يهرب الزوجان وينتظران موافقة الوالدين لاحقًا، حيث يُشار إليهما بمصطلحات الاختطاف غير التوافقيّ والتوافقيّ على الترتيب. وعندما يُمارَس ضد القانون، تظل بعض السلطات مترهلة حياله في بعض المناطق. يحدث اختطاف العروس في مناطق عديدة من العالم ولكنه شائع في وسط آسيا ومنطقة القوقاز. يُعتبر اختطاف العروس في بعض الحالات شكل من أشكال زواج الأطفال وربما يرتبط في بعض الأنواع بممارسات الصداق وعدم القدرة على الدفع.
يختلف اختطاف العروس عن السبي، حيث يشير الاختطاف إلى اختطاف رجل واحد (ربما يختطفها مع أصدقائه أو أقربائه) لامرأة واحدة، وهي ممارسة لازالت منتشرة اليوم، بينما يشير السبي إلى اختطاف عدد كبير من النساء على يد مجموعة من الرجال، غالبًا في وقت الحرب.
تحافظ بعض الثقافات على رمزيّة طقوس اختطاف العروس كجزء من التقاليد المصاحبة للزواج، كإيماءة على ممارسة اختطاف العروس التي كانت منتشرة قديمًا في تلك الثقافة. وطبقًا لبعض المصادر، يُعتبر شهر العسل أحد بقايا الزواج بالاختطاف، حيث يحاول الزوج إخفاء زوجته لتجنُّب انتقام أهلها، وينوي أن تكون المرأة حاملًا بنهاية الشهر.

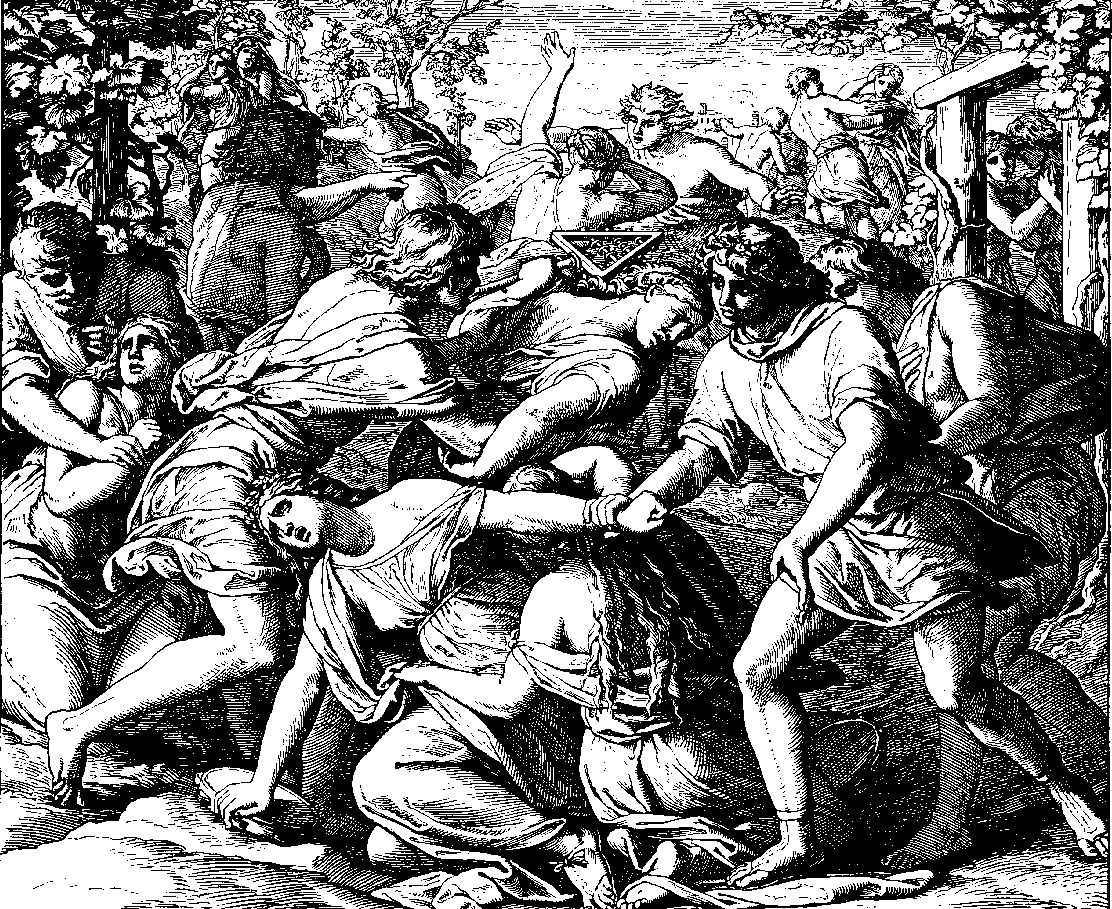
استولى بنجامينيس علي زوجات من شيلوه من قبل جوليوس شنور فون كارولسفيلد. لم يكن هنا نساء كافيات للزواج بعد الخسائر العالية في معركة جبيه.

## الخلفية والسبب
على الرغم من أن الدوافع وراء اختطاف العروس تختلف حسب المنطقة، إلا أن الثقافات ذات تقاليد الزواج عن طريق الاختطاف هي أبوية بشكل عام والتي تتضمن وصمة اجتماعية قوية على الجنس أو الحمل خارج الزواج والولادات غير الشرعية.
في بعض الحالات الحديثة، يتآمر الزوجان معا ليحتلان تحت غطاء خطف العروس، مما يضع والديهم أمام أمر واقع. لكن في معظم الحالات، غالباً ما يكون الرجال الذين يلجؤون إلى خطف الزوجة من ذوي المكانة الاجتماعية المنخفضة بسبب الفقر أو المرض أو سوء الشخصية أو الإجرام. .
قد يكون لخطف العروس تأثيرات سلبية أخرى على الشابات ومجتمعهن. على سبيل المثال، يتم الاستشهاد بالخوف من الخطف كسبب لمشاركة أقل للفتيات في نظام التعليم.
آلية الزواج عن طريق الاختطاف تختلف حسب الموقع. تستعرض هذه المقالة الظاهرة حسب المنطقة، مستندة إلى عوامل ثقافية مشتركة للأنماط، لكنها تلاحظ الفروق على المستوى القطري.

## أفريقيا
في ثلاث دول أفريقية، غالباً ما يأخذ خطف العروس شكل اختطاف يتبعه الاغتصاب.

### رواندا
خطف العروس منتشر في مناطق رواندا. في كثير من الأحيان يخطف المختطف المرأة من منزلها أو يتابعها في الخارج ويختطفها. ثم قد يغتصب هو ومرافقيه المرأة لضمان خضوعها للزواج. وتشعر أسرة المرأة حينئذ بأنها مُلزمة بالموافقة،  أو إذا حملت المرأة من المختطف، حيث لا يُنظر إلى النساء الحوامل على أنهن مؤهلات للزواج. يتم تأكيد الزواج مع احتفال يتبع الاختطاف لعدة أيام. في مثل هذه الاحتفالات، يطلب المختطف من والدي العروس أن يغفر له لخطف ابنتهما. يجوز للرجل أن يعرض بقرة أو نقود أو سلع أخرى كتعويض لعائلة العروس.
غالباً ما يؤدي زواج خطف العروس في رواندا إلى نتائج سيئة. أفاد العاملون في مجال حقوق الإنسان أن ثلث الرجال الذين يخطفون زوجاتهم يتخلوا عنهن، تاركين الزوجة دون دعم وتعاني من إعاقة الزواج في المستقبل. بالإضافة إلى ذلك، مع تزايد وتيرة اختطاف العروس، يختار بعض الرجال عدم إضفاء الصفة الرسمية على زواجهم على الإطلاق، مع الاحتفاظ «بعروسهم» كسيدة محظية.

### إثيوبيا
خطف العروس سائد في العديد من مناطق إثيوبيا. ووفقاً لاستطلاعات أجرتها اللجنة الوطنية للممارسات التقليدية في إثيوبيا في عام 2003، قُدِّر معدل انتشار العادات بنسبة 69 بالمائة على المستوى الوطني، وأعلى معدل في الأمم الجنوبية ومنطقة الشعب بنسبة 92 بالمائة. قد يقوم رجل بالتنسيق مع أصدقائه باختطاف فتاة أو امرأة، أحيانًا باستخدام حصان لتسهيل الهروب. ثم يخفي الخاطف عروسه المقصودة ويغتصبها حتى تصبح حاملاً. كأب لطفل المرأة، يمكن للرجل أن يدعي أنها زوجته. في وقت لاحق، قد يحاول الخاطف التفاوض بشأن ثمن العروس مع شيوخ القرية لإضفاء الشرعية على الزواج. وتفيد التقارير بأن فتيات في سن الحادية عشرة من العمر قد اختطفن لغرض الزواج. وعلى الرغم من أن إثيوبيا قد جرمت عمليات الاختطاف هذه ورفعت سن الزواج إلى 18 عام 2004، فإن هذا القانون لم ينفذ بشكل جيد. وقدرت مراجعة الأدلة التي أجرتها اليونيسف لعام 2016 (استناداً إلى بيانات من عامي 2010 و 2013) أن نسبة 10 إلى 13 في المائة من حالات الزواج في المناطق المعرضة لأخطار عالية تنطوي على اختطاف، وبمعدلات تتراوح بين 1.4 في المائة و 2.4 في المائة في المناطق ذات المخاطر المنخفضة في البلد.
قد تعاني عروس الزواج القسري من العواقب النفسية والجسدية للنشاط الجنسي القسري والحمل المبكر، والنهاية المبكرة لتعليمها. وقد تتعرض النساء والفتيات اللواتي يتم اختطافهن للأمراض التي تنتقل بالاتصال الجنسي مثل فيروس نقص المناعة البشرية / الإيدز.

### كينيا
لا يزال الزواج القسري يمثل مشكلة بالنسبة للفتيات في كينيا. تفيد وزارة الخارجية الأمريكية أن الأطفال والفتيات المراهقات (في سن العاشرة وما فوق) يتزوجن في بعض الأحيان من الرجال بعمر يزيد على عقدين من الزمن.
كان الزواج عن طريق الاختطاف، وإلى حد ما لا يزال، ممارسة عرفية للمجموعة العرقية كيسي. وفي ممارستهم، يقوم المختطف باختطاف المرأة بالقوة واغتصابها في محاولة لتلقيحها. ثم يتم إكراه «العروس» من خلال وصم الحمل والاغتصاب للزواج من مختطفها. على الرغم من أنها أكثر شيوعًا في أواخر القرن التاسع عشر حتى الستينيات، إلا أن عمليات الاختطاف هذه ما زالت تحدث بين الحين والآخر.

### جنوب أفريقيا
تُعرف ممارسة اختطاف العروس باسم «الثوالا» بين القبائل المتحدِّثة بلغة النغوني. كانت ممارسة اختطاف العروس مقبولة بين شعب الزولو كطريقة لزواج شخصين صغيرين عندما يعارض الآباء هذا الزواج (كنوع من الفرار) ولكنها ابتعدت عن ذلك لتصبح جريمة تهدف إلى إيذاء الفتيات وثراء أهل الزوج.

## آسيا الوسطى

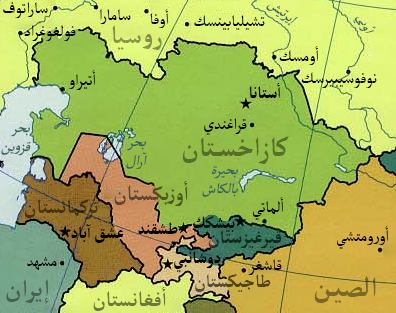
خريطة آسيا الوسطى

في آسيا الوسطى، يوجد اختطاف العروس في قيرغيزستان،  كازاخستان، تركمانستان،  وكاراكالباكستان، وهي منطقة حكم ذاتي في أوزبكستان. على الرغم من أن أصل التقاليد في المنطقة متنازع عليه،  يبدو أن معدل عمليات اختطاف العروس غير الاحترافية يتزايد في العديد من البلدان في جميع أنحاء آسيا الوسطى مع التغيرات المناخية السياسية والاقتصادية.

### قرغيزستان
على الرغم من عدم شرعية اختطاف الزوجة،  في العديد من المناطق الريفية في المقام الأول، فإن خطف العروس، المعروف باسم آلا كاتشو (الكر والفرار)، هو وسيلة مقبولة وشائعة لأخذ الزوجة. شمل استطلاع حديث عن الإيذاء في قرغيزستان (2015) جريمة خطف الشابات للزواج. أجابت 14 في المائة من النساء المتزوجات أنهن قد اختطفن في ذلك الوقت وأن ثلثي هذه الحالات تمت بالتراضي، وكانت المرأة تعرف الرجل واتفق معها مسبقاً. وهذا يعني أن حوالي خمسة بالمئة من الزيجات الحالية في قرغيزستان هي حالات آلا كاتشو. خمسة في المئة لا تزال نسبة تمثل الكثير، لكنه يتناقض مع الفكرة القائلة بأنه «مقبول وشائع».
هناك مصدر آخر يذكر أرقامًا أعلى بكثير. ما يقرب من نصف جميع الزيجات القرغيزية تشمل خطف العروس؛ من عمليات الاختطاف هذه، ثلثاها غير رضائية. يعطي البحث الذي أجرته المنظمات غير الحكومية تقديرات من نسبة منخفضة تبلغ 40٪  إلى ما بين 68 و 75٪  من كل الزيجات في قرغيزستان التي تنطوي على خطف العروسين.
على الرغم من أن هذه الممارسة غير قانونية في قيرغيزستان، إلا أنه نادرًا ما تتم مقاضاة خاطفي العرائس. وهذا التردد في إنفاذ القانون يرجع جزئياً إلى النظام القانوني التعددي في قيرغيزستان حيث تخضع قرى كثيرة بالفعل لحكم من قِبل مجالس الشيوخ والمحاكم الأقصائية في أعقاب القانون العرفي، بعيداً عن أعين النظام القانوني للدولة. وغالباً ما تفشل محاكم الأقصَال، المكلفة بالفصل في قانون الأسرة والممتلكات والأضرار، في أخذ اختطاف العروس على محمل الجد. في العديد من الحالات، يتم دعوة أعضاء العققال إلى حفل زفاف العروس المختطف وتشجيع عائلة العروس على قبول الزواج.

### كازاخستان
في كازاخستان، تنقسم عملية خطف العروس إلى عمليات اختطاف بدون رضا وبرضا. على الرغم من أن بعض الخاطفين لديهم الرغبة في تجنب سعر العروس أو نفقة استضافة احتفالات الزفاف أو الاحتفال بالفتاة التي تغادر المنزل، فإن هناك أزواجاً آخرين يخشون رفض المرأة، أو أن المرأة ستختطف من قبل شخص آخرقبله. بشكل عام، في عمليات الاختطاف غير الرضائية، يستخدم الخاطف إما الخداع (مثل تقديم رحلة إلى المنزل) أو القوة (مثل الاستيلاء على المرأة، أو استخدام كيس لتقييدها) لإجبار المرأة على القدوم معه. يعتبر تقديم المرأة منديل لرجل إشارة إلى موافقة العروس على الزواج. على الرغم من الاختطاف الطوعي، قد تتفق المرأة مع القليل من التردد علي الزواج، في حالات الاختطاف دون موافقة، قد تقاوم المرأة الزواج بعد أيام. بعد ذلك، تطالب أسرة المختطف عمومًا «العروس» بكتابة رسالة إلى عائلتها، موضحة أنها قد وافقت بإرادتها الحرة. وفي وقت لاحق، يصدر «العريس» وعائلته اعتذارًا رسميًا لعائلة العروس، بما في ذلك رسالة ووفد من أسرة العريس. في هذا الوقت، قد تقدم عائلة العريس مبلغًا صغيرًا ليحل محل سعر العروس. على الرغم من تلبية بعض اعتذار الوفود بحرارة، إلا أن البعض الآخر يتم استقبالهم بالغضب والعنف. في أعقاب اعتذار الوفد، قد ترسل عائلة العروس وفداً من «الملاحين» إما لاسترداد العروس أو للتحقق من حالتها وتكريم الزواج.

### كاراكالباكستان

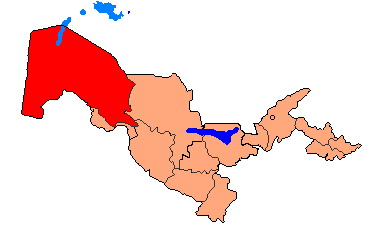
خريطة أوزبكستان. كاراكالباكستان باللون الأحمر.

في كاراكالباكستان، وهي منطقة تتمتع بالحكم الذاتي في أوزبكستان، يتم خطف ما يقرب من خمس جميع حالات الزواج من قبل العريس. تربط الجماعات الناشطة في المنطقة زيادة عمليات الاختطاف بعدم الاستقرار الاقتصادي. حيث أن حفلات الزفاف يمكن أن تكون باهظة للغاية، فإن عمليات الخطف تتجنب كلفة الحفل وثمن العروس. يقول باحثون آخرون إن الذكور ذوي التعليم الأقل أو مشاكل المخدرات أو الكحول هم أكثر عرضة لخطف عرائسهم. في كاراكالباكستان، ينشأ اختطاف العروس أحيانًا من علاقة المواعدة، وفي أحيان أخرى، يحدث اختطاف من قبل أشخاص متعددين.

### القوقاز

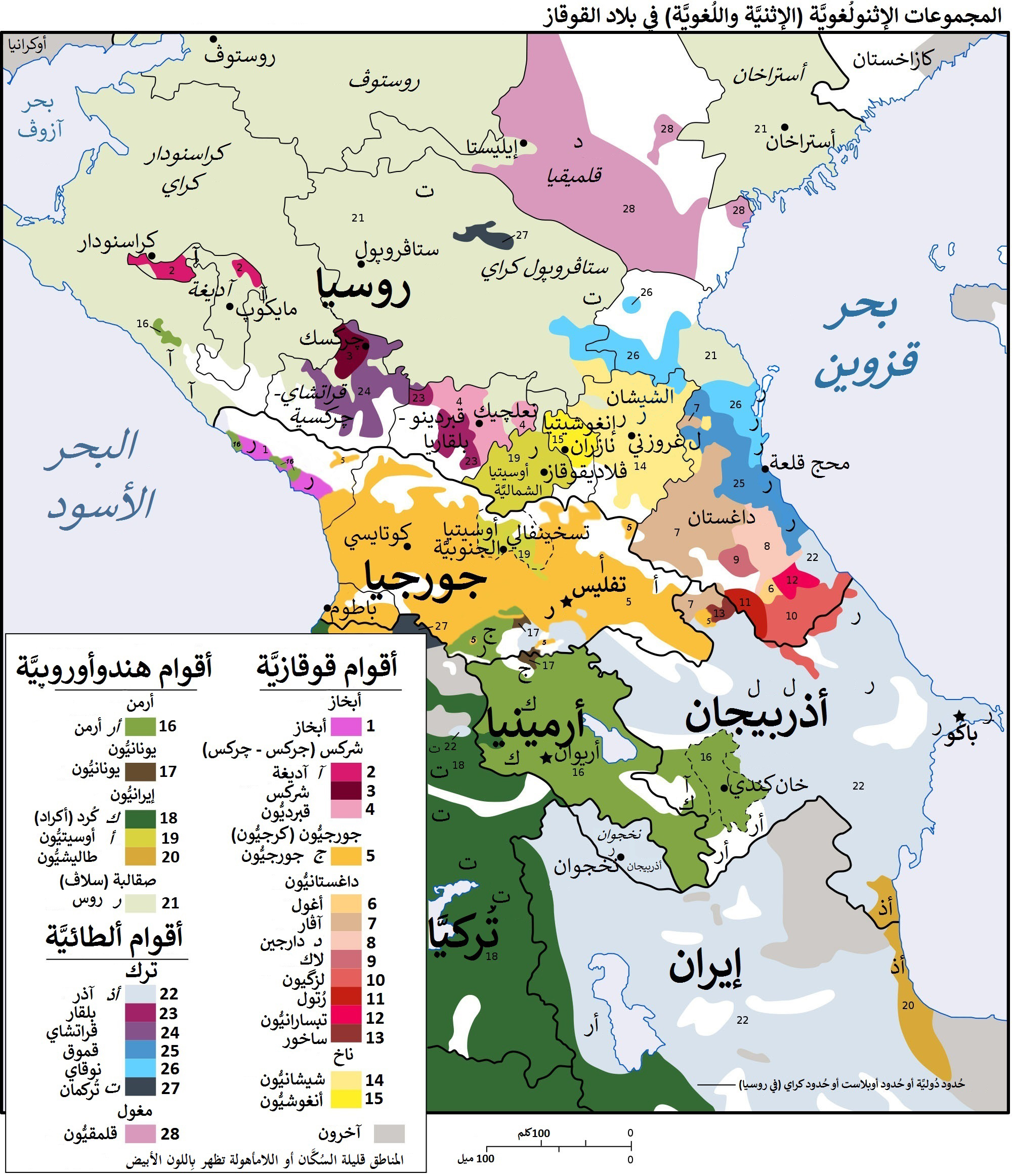
المجموعات العرقية واللغوية في منطقة القوقاز

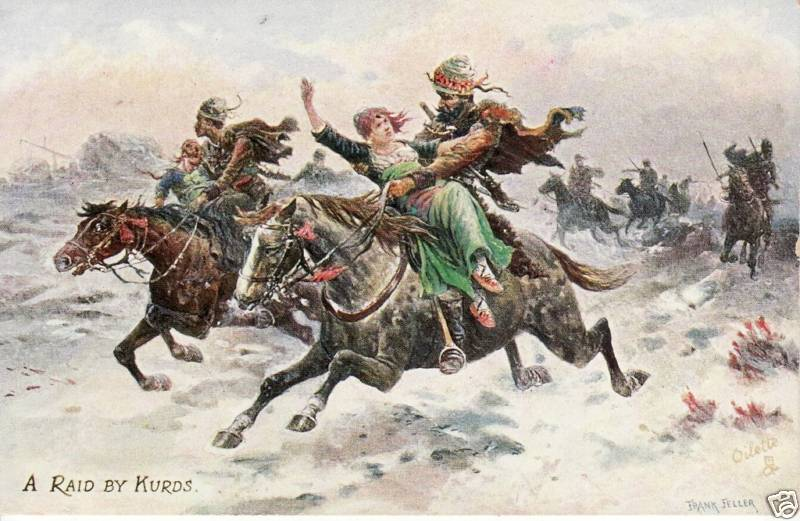
غارة من الأكراد

اختطاف العروس هو اتجاه متزايد في بلدان ومناطق القوقاز، في كل من جورجيا في الجنوب  وفي داغستان والشيشان وإنغوشيا في الشمال. في النسخ القوقازية لخطف العروس، قد تلعب عائلة ضحية الاختطاف دورًا في محاولة إقناع المرأة بالبقاء مع مختطفتها بعد الاختطاف، بسبب الخجل المتأصل في الدخول المفترض للزواج.

### داغستان والشيشان وانغوشيا
شهدت مناطق داغستان والشيشان وإنغوشيا في شمال القوقاز (في روسيا) زيادة في عمليات اختطاف العروس منذ سقوط الاتحاد السوفياتي. كما هو الحال في بلدان أخرى، يستولي المختطفون أحيانًا على معارف ليكونوا عروسًا وأحيانًا يختطفون الغرباء. يمكن أن يكون الوصمة الاجتماعية المتمثلة في قضاء ليلة في بيت الرجل حافزًا كافيًا لإجبار امرأة شابة على الزواج من آسرها. بموجب القانون الروسي، على الرغم من أن الخاطف الذي يرفض الإفراج عن عروسه يمكن أن يُحكم عليه بالسجن من ثمانية إلى عشرة أعوام، لن تتم مقاضاة الخاطف إذا أطلق سراح الضحية أو تزوجها بموافقتها. يكون خاطفو العروس في الشيشان مسؤولين نظريا في دفع غرامة تصل إلى مليون روبل. كما هو الحال في المناطق الأخرى، غالباً ما تفشل السلطات في الرد على عمليات الاختطاف. في الشيشان، يتفاقم فشل الشرطة في الرد على عمليات خطف الأطفال بسبب انتشار عمليات الاختطاف في المنطقة. تم القبض على العديد من عمليات الاختطاف هذه على شريط فيديو.

### أذربيجان
في أذربيجان، يعتبر الزواج عن طريق الأسر والإفلات من الممارسات الشائعة نسبياً. في عادات الاختطاف الآذرية، تُنقل امرأة شابة إلى بيت أبوي المختطف من خلال الخداع أو القوة. وبغض النظر عما إذا كان الاغتصاب يحدث أم لا، فإن المرأة تعتبر عموما نجاسة من قبل أقاربها، وبالتالي تضطر إلى الزواج من مختطفها. على الرغم من القانون الآذري لعام 2005 الذي يجرم اختطاف العروس، فإن الممارسة تضع النساء في ظروف اجتماعية بالغة الضعف، في بلد حيث العنف الزوجي متفشٍ واللجوء إلى إنفاذ القانون في الأمور المحلية أمر مستحيل. في أذربيجان، تصبح النساء المختطفات عبيداً للعائلة التي تخطفهن.

### جورجيا
في جورجيا، يحدث اختطاف العروس في جنوب البلاد. على الرغم من أن نطاق المشكلة غير معروف، يقدر الناشطون غير الحكوميين أن المئات من النساء يتم اختطافهن وإجبارهن على الزواج كل عام. في النموذج الجورجي المعتاد لخطف العرائس، يقوم المختطف، الذي غالباً ما يرافقه أصدقاء، بخطف العروس، ويكرسها من خلال الخداع أو القوة لدخول سيارة.  قد يتم اصطحاب الضحية إلى منطقة نائية أو منزل الخاطفين. وتشمل عمليات الاختطاف هذه في بعض الأحيان الاغتصاب، وقد تؤدي إلى وصمة عار قوية للضحية، والتي يفترض أنها انخرطت في علاقات جنسية مع آسرها. غالباً ما يُنظر إلى النساء اللواتي كن ضحايا اختطاف العروس بالخجل؛ قد ينظر إليها أقاربها على أنها عار إذا عادت المرأة إلى المنزل بعد الاختطاف. في حالات أخرى، يكون الاختطاف عبارة عن هروب بالتراضي. تفيد هيومن رايتس ووتش بأن المدعين يرفضون في كثير من الأحيان توجيه اتهامات ضد الخاطفين. وقد يكون إنفاذ القوانين المناسبة في هذا الصدد مشكلة أيضاً لأن حالات الاختطاف غالباً ما لا يتم الإبلاغ عنها نتيجة لتخويف الضحايا وأسرهم.

## شرق وجنوب آسيا

### باكستان
يتم اختطاف ما يقدر بنحو ألف امرأة مسيحية وهندوسية وإجبارهم على اعتناق الإسلام والزواج من رجال مسلمين كل سنة في باكستان.

### أندونيسيا
في تقاليد بالي، يجب على الرجال الباليين تاريخيا أن يختطفوا النساء للزواج.

### ثقافة همونغ
الزواج عن طريق الاختطاف يحدث أيضا في ثقافة همونغ التقليدية. كما هو الحال في بعض الثقافات الأخرى، عادة ما يكون اختطاف العروس مجهودًا مشتركًا بين العريس وأصدقائه وعائلته. عموما، يأخذ المختطف المرأة وهي وحيدة. ثم يرسل المختطف رسالة إلى أسرة ضحية الاختطاف، ويبلغهم بالاختطاف ونوايا المخطوف بالزواج من ابنتهم. إذا تمكنت أسرة الضحية من العثور على المرأة والإصرار على عودتها، فقد تتمكن من تحريرها من الالتزام بالزواج من الرجل. ومع ذلك، إذا فشلوا في العثور على المرأة، يضطر ضحية الاختطاف للزواج من الرجل. وما زال على الخاطف دفع ثمن العروس، وهو مبلغ يزداد بصفة عامة بسبب الاختطاف. وبسبب هذه التكلفة المتزايدة (وعدم الرضا العام عن الاختطاف)، عادة ما يكون الاختطاف مجرد ممارسة مخصصة لرجل لديه خلفية جنائية أو مرض أو فقر.
من حين لآخر، شارك أفراد مجموعة همونغ العرقية في اختطاف العروس في الولايات المتحدة. في بعض الحالات، يُسمح للمدعى عليه بمرافعة الدفاع الثقافي لتبرير اختطافه. هذا الدفاع كان ناجحا في بعض الأحيان. في عام 1985، خطف كونغ موا، وهو رجل من جماعة همونغ واغتصب امرأة من كلية في كاليفورنيا. القاضي في هذه القضية يعتبر الشهادة الثقافية كتفسير لجريمة الرجل.

### الصين
حتى عام 1940، كان الزواج يحدث عن طريق الاختطاف، والمعروف باسم qiangqin (الصينية: 搶親 ؛ بينيين: qiǎngqīn)، في مناطق من الصين. وفقا لأحد الباحثين، كان الزواج عن طريق الاختطاف في بعض الأحيان لتجنب دفع ثمن العروس. في حالات أخرى، كان يتم التواطؤ بين والدي العروس والعريس للتحايل على موافقة العروس. رغم أنه غير قانوني في الصين الإمبريالية، منتشرًا في المناطق الريفية، فقد أصبح  تقليد محلي يمكن التخطيط له بعناية وتنفيذه في سياق عام.
يدرس الباحثون الصينيون أن ممارسة الزواج هذه عن طريق الاختطاف أصبحت مصدر إلهام لشكل من أشكال التعبير العام المؤسسي للمرأة: رثاء الزفاف. في الصين ، قامت عروس جديدة بأداء أغنية عامة لمدة يومين إلى ثلاثة أيام، بما في ذلك الهتاف والنحيب، التي أدرجت مشاكلها وشكاويها. سيشهد رثاء العرائس أفراد عائلتها والمجتمع المحلي.
عادت ظاهرة اختطاف العروس في السنوات الأخيرة إلى الظهور في مناطق من الصين. في كثير من الحالات، يتم اختطاف النساء وبيعهن لرجال في المناطق الفقيرة في الصين، أو في الخارج مثل منغوليا. تقول التقارير أن تكلفة شراء عروس مخطوفة ما يقرب من عُشر سعر استضافة حفل زفاف تقليدي. تربط وزارة الخارجية الأمريكية هذا الاتجاه باختطاف العرائس إلى سياسة الطفل الواحد في الصين، وما يترتب على ذلك من خلل في التوازن بين الجنسين مع ولادة أطفال أكثر من الأطفال الإناث .

### اليابان
كان هناك عادة خطف العروس تدعى أوتوي-يوميخو (باليابانية:お っ と い 嫁 じ ょ) في كاجوشيما. في 19 يونيو 1959، حكم على رجل ارتكب أوتوي-يوميجو بالسجن لثلاث سنوات بتهمة الاغتصاب، في كوشيرا، كاجوشيما.
في بوراكو في كوتشي، تدعي عادة خطف العروس كاتاجو (か た ぐ).

## الأمريكتان

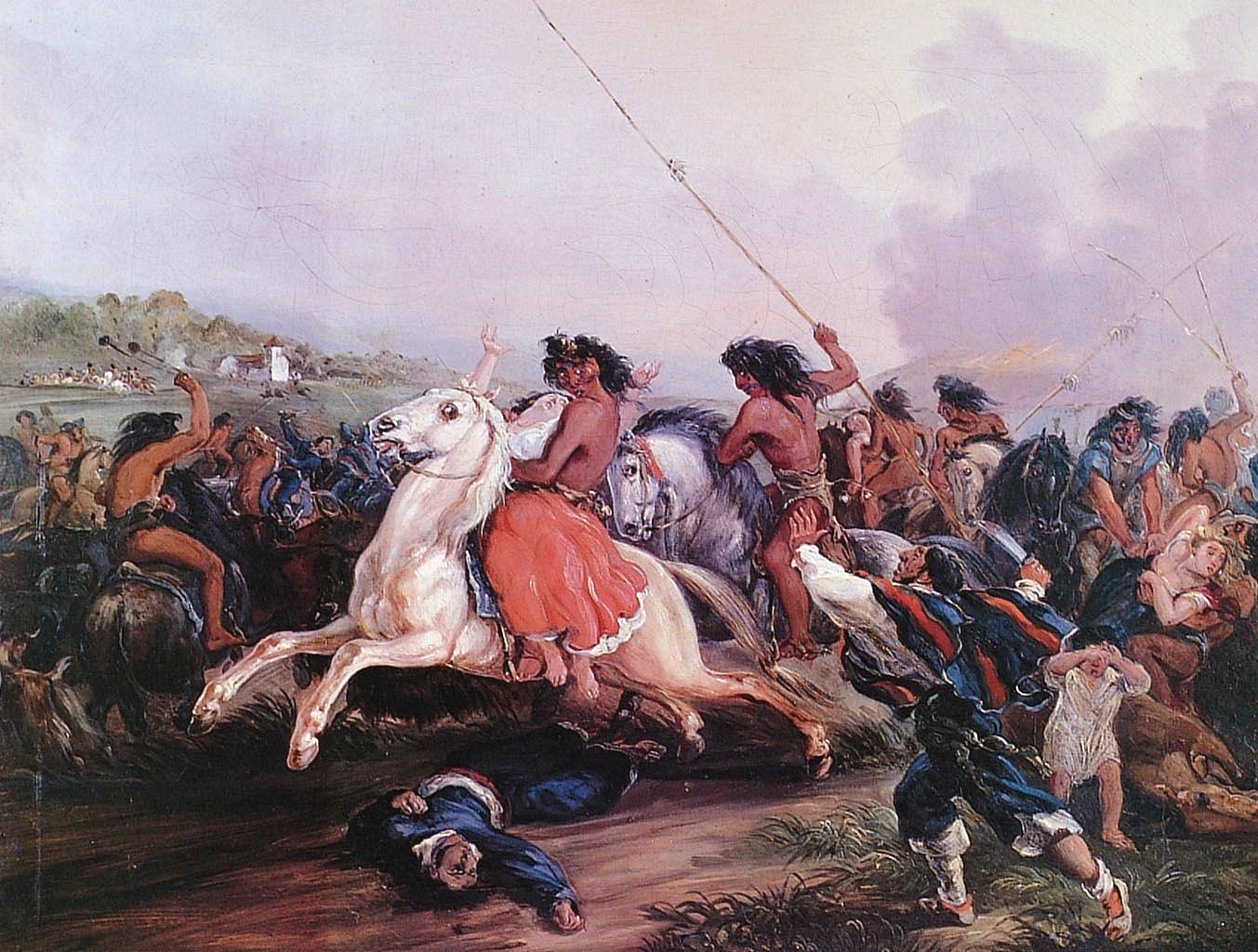
تصور هذه اللوحة امرأة شيلية يجري خطفها أثناء عمل أحد الملاحين.

كانت ممارسة اختطاف الأطفال والمراهقين والنساء من القبائل المجاورة واعتمادهم في القبيلة الجديدة شائعة بين الأمريكيتين الأصليتين في جميع أنحاء الأمريكيتين. كانت عمليات الخطف وسيلة لإدخال دم جديد إلى المجموعة. في بعض الأحيان استقرت النساء الأوروبيات اللواتي تم القبض عليهن كأعضاء تم تبنيهن في القبيلة، ورفضت امرأة واحدة على الأقل، وهي ماري جيميسون، الإنقاذ عندما عرض عليها.

### الولايات المتحدة الأمريكية
ظهرت عدة تقارير عن خطف العروس لأسباب دينية في الآونة الأخيرة. الأكثر شهرة هو اختطاف إليزابيث سمارت في يوتا وخطف جايسي دوغارد في كاليفورنيا. وقد أدين الجناة بالاختطاف والاعتداء الجنسي. توجد حالات أخرى داخل بعض المورمونية الأصولية حول حدود ولاية يوتا-أريزونا؛ ومع ذلك، من الصعب الحصول على معلومات دقيقة من هذه المجتمعات المغلقة. ويشار عادة إلى معظم هذه الحالات على أنها زيجات قسرية، على الرغم من أنها تشبه عمليات اختطاف العروس الأخرى في جميع أنحاء العالم.

### المكسيك

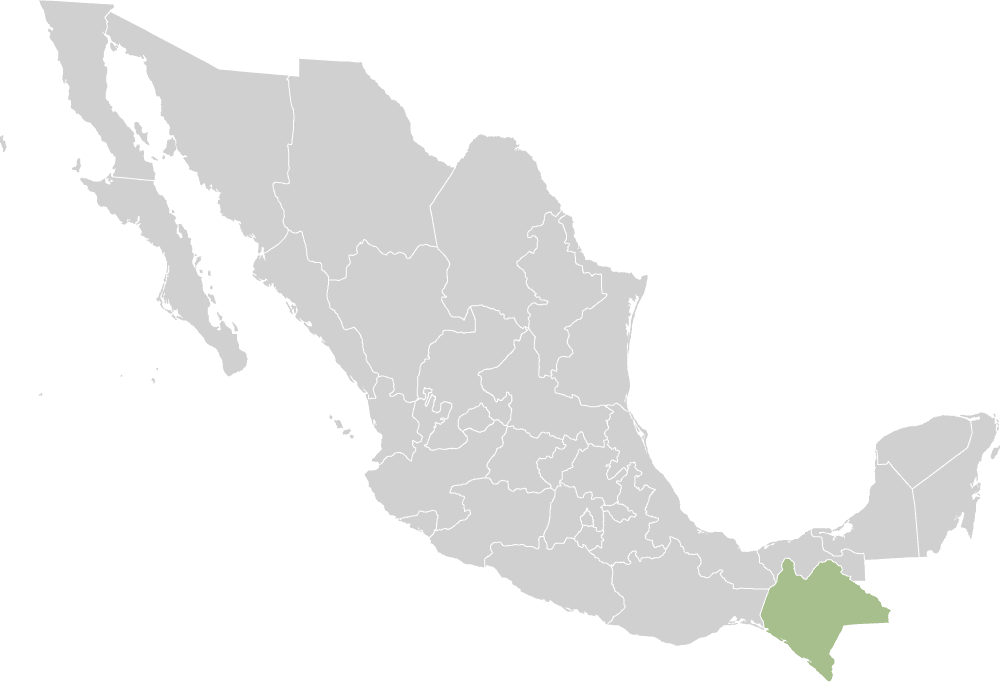
خريطة تشياباس، المكسيك

بين مجتمع تسيلتال، قبيلة المايا في تشياباس بالمكسيك، كان اختطاف العروس طريقة متكررة لتأمين الزوجة. إن شعب تسيلتال هم قبيلة من السكان الأصليين والزراعيين يتم تنظيمها بالطرق البطريركية. عدم تشجيع الاتصال بين الجنسين؛ من المفترض أن تتجنب النساء غير المتزوجات التحدث مع الرجال خارج أسرهن. كما هو الحال مع مجتمعات أخرى، كان العرسان الذين يشاركون في خطف العرائس بشكل عام من الأقل اجتماعيًا.

### أمريكا الجنوبية
عرفت هذه الممارسة بين مابوتشي في تشيلي باسم كاسامينتو بور كابو بالإسبانية، ونغابيتون في مابودونجون.

## أوروبا

### مجتمعات روما
تم توثيق خطف العروس كممارسة زوجية في بعض تقاليد طائفة «الروما». في ثقافة الروما، قد يتم اختطاف فتيات لا تتجاوز أعمارهن اثنتي عشرة سنة للزواج من الأولاد المراهقين. ومع وجود سكان الروما في جميع أنحاء أوروبا، فقد شوهدت هذه الممارسة في مناسبات عديدة في أيرلندا وإنجلترا وجمهورية التشيك وهولندا وبلغاريا وسلوفاكيا. تم التنظير للخطف كطريقة لتفادي ثمن العروس أو كوسيلة لضمان الزواج الزائد. يجعل تطبيع الخطف في التقاليد النساء الشابات أكثر عرضة لخطر الاتجار بالبشر.

### البحر الأبيض المتوسط

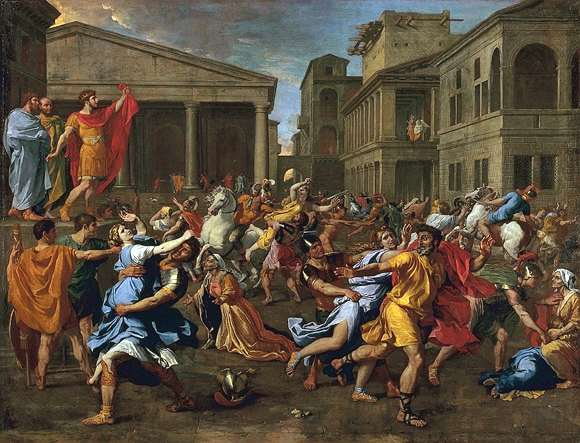
اختطاف سابين (1637-38) بقلـم نيكولاس بوسان: كان الاختطاف الأسطوري لسابين موضوعًا في الفن الغربي

كان الزواج عن طريق الاستيلاء يمارس في الثقافات القديمة في جميع أنحاء منطقة البحر الأبيض المتوسط. وهي ممثلة في الأساطير والتاريخ من قبل سبط بنيامين في الكتاب المقدس؛  حيث قام البطل اليوناني باريس بسرقة الجميلة هيلين من طروادة من زوجها مينيلوس، مما أثار حرب طروادة؛  وبسبب اغتصاب سابين المرأة من قبل رومولوس، مؤسس روما.
في عام 326 م، أصدر الإمبراطور قسطنطين مرسومًا يحظر الزواج عن طريق الاختطاف. جعل القانون الخطف جريمة عامة؛ يمكن حتى معاقبة العروس المخطوفة إذا وافقت في وقت لاحق على الزواج من مختطفها. وقام الخاطفون الذين تم رفضهم في بعض الأحيان باختطاف عرائسهم المقصودة كوسيلة لاستعادة الشرف. حيث يتم الخطف بالتنسيق مع أصدقائه، ويقومون باختطاف عروسه عندما تكون خارج منزلها أثناء أدائها اليومي. ثم يتم أخذ العروس خارج المدينة أو القرية. على الرغم من اغتصاب المرأة المخطوفة في بعض الأحيان أثناء عملية الاختطاف، إلا أن وصم شرفها من الدخول المفترض للزواج كانت كافية لإلحاق الضرر بآفاق زواجها بشكل لا رجعة فيه.

### إيطاليا
كان هذا العرف (الفويتينا)منتشر في في صقلية والقارية جنوب إيطاليا. نظريا وفي بعض الحالات كان فرار متفق عليه بين شابين. وعمليًا، غالبًا ما كان يُجبر على الاختطاف والاغتصاب، ويليه ما يُسمى بـ «إعادة تأهيل الزواج». وفي عام 1965، لفتت فرانكا فيولا، وهي فتاة تبلغ من العمر 17 عاما، إلى هذا العرف الاهتمام الوطني، حيث اختطفت واغتصبها مجرم محلي صغير، بمساعدة أكثر من عشرة من أصدقائه. وعندما عادت إلى أسرتها بعد أسبوع، رفضت الزواج من مختطفها، على عكس التوقعات المحلية. دعمتها عائلتها، وعانوا من البلطجة الشديدة لجهودهم، ثم ألقي القبض على الخاطف وحكم عليه بالسجن لمدة 11 عاما.
تم إلغاء القانون الذي يسمح بـ «إعادة تأهيل الزيجات» لحماية المغتصبين من الإجراءات الجنائية في عام 1981.

### ايرلندا
كان حادث التحريض على الغزو النورلندي لأيرلندا في القرن الثاني عشر مثالاً على سرقة الزوجات: في عام 1167، كان ملك لينستر ديارمايت ماك مورخادا قد ألغيت أراضيه وألغيت ملكيته بأمر من الملك الأيرلندي الأعلى، رويدر أو كونشوبير كعقوبة لخطف زوجة ملك آخر في عام 1152. وهذا أدي ديارمايت لطلب المساعدة من الملك هنري الثاني من إنجلترا من أجل استعادة مملكته.
كان اختطاف الوريدين سمة عرضية في أيرلندا حتى عام 1800، كما هو موضح في فيلم نادي الاختطاف (The Abduction Club).

### مالطا
في عام 2015، انتقدت المساواة الآن مالطا بسبب القانون-الذي في ظروف معينة- يمكن أن يمحو العقوبة للرجل الذي يختطف المرأة إذا -بعد الاختطاف - تزوج الرجل والمرأة. (المادة 199 والمادة 200 من قانون العقوبات في مالطة) 

### القبائل السلافية

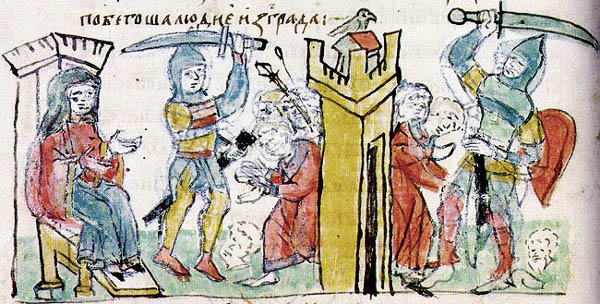
قبيلة دريفليان في المعركة

مارست القبائل الشرقية السلافية- القبائل السابقة للدولة الروسية- خطف العروس في القرن الحادي عشر.
وقع الزواج عن طريق الخطف بين السلاف الجنوبي حتى بداية 1800. كانت معروفة في صربيا والجبل الأسود وكرواتيا والبوسنة والهرسك، عرفت باسم اوتميتزا (otmitza). تم ذكر هذه الممارسة في قانون في بوليتزا (Politza)، وقانون 1605 الكرواتي القانوني. ووفقاً لكتاب فولك كارادزيتش القائد الفكري والصادري الرائد، فإن الرجل يخوض «المعركة» قبل أن يستولي على امرأة. القوة البدنية كانت عنصرا متكررا في عمليات الاختطاف هذه.

## في الدين

### قانون الكاثوليكية
في قانون الكاثوليكية الكنسي، يمنع عائق الربتات بشكل خاص الزواج بين امرأة اختطفت بنية إجبارها على الزواج ومختطفها، طالما بقيت المرأة في قوة المهاجم. وفقا للمادة الثانية من القانون، إذا قررت المرأة قبول المخطوف كزوج بعد أن أصبحت آمنة، فسوف يُسمح لها بالزواج منه. يعرّفه القانون الرباطي بأنه خطف عنيف، مصحوبًا بالعنف الجسدي أو التهديد، أو الاحتيال أو الخداع. أصر مجلس ترينت على أن الاختطاف في رتبتوس يجب أن ينتهي بالزواج ليتم احتساب أن سببه هو عائق الزواج.

### القانون الإسلامي
يرى معظم العلماء الإسلاميين أن الزواج القسري ممنوع.